# Frank J. Tipler
Frank Jennings Tipler (Andalusia, Alabama, 1 februari 1947) is een wiskundig natuurkundige en kosmoloog, met een gezamenlijke aanstelling aan de faculteiten wiskunde en natuurkunde van de Tulane University.
Tipler heeft boeken en artikelen geschreven over het Omegapunt geschreven, waarvan hij beweert dat dit een mechanisme is voor de wederopstanding van de doden. Deze werken zijn door sommigen als pseudowetenschap betiteld. Tipler is een fellow van de International Society for Complexity, Information, and Design, een genootschap dat zich inzet voor intelligent design.

## Voetnoten
1. ↑  Frank J. Tipler, Biography. Frank J. Tipler's Tulane University website (2007).
2. ↑   George Ellis (1994). Review of The Physics of Immortality. Nature 371 (6493): 115.
3. ↑  ISCID Fellows. International Society for Complexity, Information, and Design. Gearchiveerd op 16 januari 2013. Geraadpleegd op 21 april 2012.